# Sklenár János

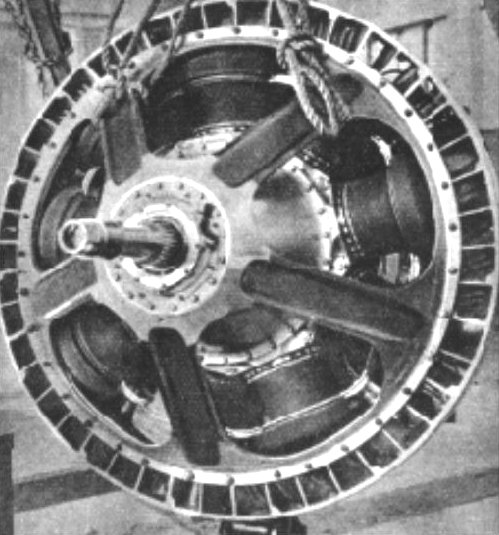
Sklenár féle csillagmotor

Sklenár János (Budapest, 1884. június 13. – Budapest, 1954. május 9.) magyar gépészmérnök, repülőgép-motortervező.

## Életpálya
Magyar Királyi József Nádor Műszaki és Gazdaságtudományi Egyetemen gépészmérnöki diplomát szerzett. 
Az I. világháborúban a katonai légügyi motorkísérleti állomáson teljesített szolgálatot. A kísérleti állomás felszereltsége biztosította, hogy megépítse, tesztelje a belső égésű motorok vezérlésének új megoldást. 1920-ra a szelep nélküli, gömbtolattyús motorok első kísérleti példányainak hatásfoka jobb volt, mint a hagyományos méretű csillagmotoroké. 1925-re motorjának teljesítmény hatékonysága 80-85%-os volt. Termikus hatásfoka 25–30 százalékkal magasabb, üzembiztosabb, hosszabb élettartamúbb, olcsóbb és gazdaságosabb a szelepes csillagmotorokkal szemben. Hazai érdektelenség miatt egy évtizeden keresztül Németországban, Franciaországban és Svédországban dolgozott.  A II. világháború kitörésekor hazatért, de motorjait nem kívánta háborús célokra átadni, további fejlesztései megszakadtak.

## Szakmai sikerek
1936-ban a Francia Tudományos Akadémiától konstrukciójának elismeréseként kitüntetést kapott.